# نقد کتاب مقدس

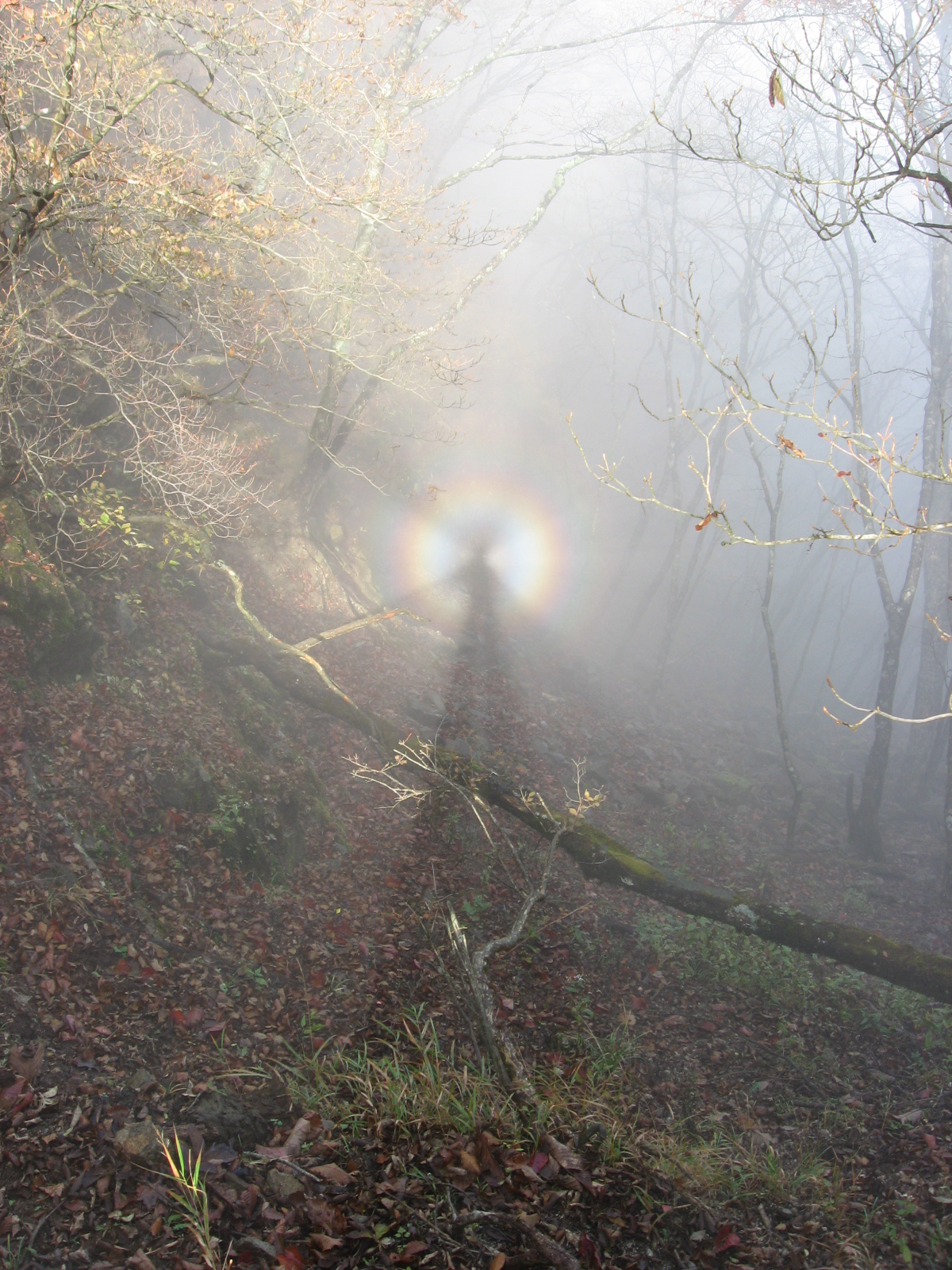
شبح براکن (Brocken spectre) با شکوه

نقد عهدین به ایرادها و تناقض‌هایی که به کتاب مقدس وارد دانسته‌اند، می‌پردازد. معتقدان به یهودیت (فقط قسمت‌های یهودی) و مسیحیت کتاب مقدس را کلام خدا می‌دانند. مسلمانان اذعان به وحی چنین کتاب‌هایی از خدا به موسی و عیسی دارند اما سخن از تحریف شدن نسخه‌های اصلی طی تاریخ می‌گویند. از آن سو برخی منتقدان از اساس این کتاب‌ها را دست‌نویس بشر می‌خوانند. در اینجا چند انتقاد به کتاب عهد جدید و قدیم و تفسیری که از سوی این منتقدان از از این کتاب‌ها دارند، پرداخته شده‌است. پاسخ مسیحیان به انتقادات مطرح شده در این صفحه، در مقاله ای جداگانه به نام الهیات دفاعی قابل دسترسی است.

## از جهت اعتبار و سندیت
منتقدان می‌گویند که تجزیه و تحلیل دقیق دربارهٔ مجموعهٔ تورات نشان می‌دهد که مطالب آن به صورت قطعی و نهایی به دست موسی تدوین نیافته‌است. بدیهی است که کتابی که دربارهٔ مرگ موسی سخن گفته نمی‌تواند از خدا به موسی وحی شده باشد.
انجیل‌های چهارگانه حتی به نام راویانشان (مرقس متی لوقا و یوحنا) شناخته می‌شوند. ادبیات رایج در تورات و انجیل ادبیات روایی و معمولاً به صورت سوم شخص است. زمان گردآوری انجیل‌ها را تماماً پس از عیسی یعنی از سال ۷۰ میلادی تا حدود سال ۱۰۰ میلادی ذکر کرده‌اند. به نظر بیشتر صاحب‌نظران مسیحی انجیل مرقس در حدود سال ۷۰ میلادی و از همه جلوتر نوشته شده‌است. انجیل متی و لوقا بین سالهای ۸۰ تا ۱۰۰ میلادی تدوین یافته‌اند. از اینها متاخرتر انجیل یوحنا است که در اواخر سدهٔ نخست میلادی گردآوری شده‌است.‏ نکته مهم‌تر آنکه دربارهٔ حواری و صحابی بودن قدیمیترین گزارشگران زندگانی عیسی یعنی مرقس و متی نیز تردید کرده‌اند. با وجود این در حواری نبودن لوقا و یوحنا که متاخرترند جای تردید نخواهد ماند. پس منتقدان می‌گویند هیچ‌کدام از نویسندگان انجیل‌ها عیسی را درک نکرده‌اند.

## از جهت محتوا
همچنین ببینید: پاسخ به انتقادات

### نسبت دادن صفات ناروا به خدا
- نزول خدا بر قله کوه[پانویس ۱۰]
- خسته شدن خدا از کار آفرینش و استراحت کردن جهت رفع خستگی:

... پس خدا روز هفتم را مبارک خواند و آن را تقدیس نمود زیرا که در آن آرام گرفت از همهٔ کار خود که خدا آفرید و ساخت…
- نهی کردن آدم از معرفت نیک و بد:

... و خداوند خدا آدم را امر فرموده گفت از همهٔ درختان باغ بی ممانعت بخور اما از درخت معرفت نیک و بد زنهار نخوری…
- گفتن این سخن نادرست به آدم که اگر از درخت معرفت بخوری خواهی مرد:

... اما از درخت معرفت نیک و بد زنهار نخوری زیرا روزی که از آن خوردی هر آینه خواهی مرد…
حسین وحید خراسانی در این باره می‌گوید:
 کسی که می‌گوید اگر از درخت نیک و بد بخوری خواهی مرد و آدم و همسرش می‌خورند و نمی‌میرند یا می‌داند که نمی‌میرند پس دروغگوست یا نمی‌داند پس جاهل است.
- نسبت دادن صفات مثبت به شیطان و هدایت حوا توسط شیطان به استفاده از درخت معرفت:

... مار به زن گفت هر آینه نخواهید مرد بلکه خدا می‌داند در روزی که از آن بخورید چشمان شما باز شود و مانند خدا عارف نیک و بد خواهید بود… پس از میوه‌اش گرفته بخورد و به شوهر خود نیز داد… آنگاه چشمان هر دوی ایشان باز شد و فهمیدند که عریانند…
- راه رفتن خدا در باغ[پانویس ۱۶]
- گم کردن آدم و حوا در باغ بعد از اینکه آن دو خود را در میان درختان پنهان کردند:

... و آواز خداوند خدا را شنیدند… و آدم و زنش خویشتن را از حضور خداوند خدا در میان درختان باغ پنهان کردندو خداوند خدا آدم را ندا در داد و گفت کجا هستی؟ گفت چون آواز تو را در باغ شنیدم ترسان گشتم زیرا که عریانم پس خود را پنهان کردم…
- بی اطلاعی خدا از اینکه آدم و حوا از درخت خورده‌اند:

... گفت چون آواز تو را در باغ شنیدم ترسان گشتم زیرا که عریانم پس خود را پنهان کردم. گفت که تو را آگاهانید که عریانی؟ آیا از آن درختی که تو را قدغن کردم که از آن نخوری خوردی…
- دلالت خدا بر یکسان بودن خودش و فرشتگانش از جهت درک و شعور و اینکه آدم هم با خوردن از درخت مثل آن‌ها شده‌است:

... و خداوند خدا گفت همانا انسان مثل یکی از ما شده‌است که عارف نیک و بد گردیده اینک مبادا دست خود را دراز کند و از درخت حیات نیز گرفته بخورد و تا به ابد زنده ماند…
- پشیمان و ناراحت شدن خدا از آفرینش انسان و اینکه از عواقب این خلقتش خبر نداشته:

... و خداوند پشیمان شد که انسان را بر زمین ساخته بود و در دل خود محزون گشت و خداوند گفت انسان را که آفریده‌ام از روی زمین محو سازم انسان و بهایم و حشرات و پرندگان هوا را چون که متأسف شدم از ساختن ایشان…
کشتی گرفتن خدا با یعقوب و شکست خداوند و برکت گرفتن با زور
سپس مردی به سراغ او آمده، تا سپیدهٔ صبح با یعقوب کشتی گرفت. ۲۵وقتی آن مرد دید که نمی‌تواند بر یعقوب غالب شود، بر بالای ران او ضربه‌ای زد و پای یعقوب صدمه دید.
۲۶سپس آن مرد گفت: «بگذار بروم، چون سپیده دمیده‌است.» اما یعقوب گفت: «تا مرا برکت ندهی نمی‌گذارم از اینجا بروی.»
۲۷آن مرد پرسید: «نام تو چیست؟»
جواب داد: «یعقوب.»
۲۸به او گفت: «پس از این نام تو دیگر یعقوب نخواهد بود، بلکه اسرائیل (یعنی کسی که نزد خدا مقاوم است)، زیرا نزد خدا و انسان مقاوم بوده و پیروز شده‌ای.»
۲۹یعقوب از او پرسید: «نام تو چیست؟»
آن مرد گفت: «چرا نام مرا می‌پرسی؟» آنگاه یعقوب را در آنجا برکت داد.
۳۰یعقوب گفت: «در اینجا من خدا را روبرو دیده‌ام و با این وجود هنوز زنده هستم.» پس آن مکان را فنیئیل (یعنی چهره خدا) نامید.
۳۱یعقوب هنگام طلوع آفتاب به راه افتاد. او به خاطر صدمه‌ای که به رانش وارد شده بود، می‌لنگید. ۳۲/ (پیدایش ۳۲)
- بیان تثلیث و نیز فرزند داشتن خدا:

... کیست آن که بر دنیا غلبه یابد جز آنکه ایمان دارد که عیسی پسر خداست…
خدای فریبنده
ارمیای نبی خدا را فریبکار می‌خواند
دراین مورد کتاب مقدس از زبان ارمیای نبی می‌نویسد:
" ای خداوند مرا فریفتی پس فریفته شدم. از من زور آورتر بودی و غالب شدی. تمامی
روز مضحکه شدم و هر کس مرا استهزا می‌کند. " (ارمیا ۲۰:۷)
- تجسم خدا و اتحاد او با گوشت و خون پیروان خود[پانویس ۲۲]
- تبدیل آب به شراب به عنوان اولین معجزه[پانویس ۲۳]

### نسبت دادن زنا فحاشی و اعمال شرک‌آمیز به پیامبران
- مستی و زنای داوود پیامبر با زن شوهردار[پانویس ۲۴]
- مستی مکرر لوط پیامبر و زنای او با دو دخترش[پانویس ۲۵]
- ساخت بت و دعوت به بت‌پرستی از طرف هارون پیامبر و برادر موسی[پانویس ۲۶]
- فحاشی و مستی نوح پیامبر[پانویس ۲۷]

و نوح به فلاحت زمین شروع کرد و تاکستانی غرس نمود. ۲۱ و شراب نوشیده مست شد و در خیمه خود عریان گردید. ۲۲ و حام پدر کنعان برهنگی پدر خود را دید و دو برادر خود را بیرون خبر داد (پیدایش: ۹ / ۲۰–۲۷)